# Цирхов
Цирхов (нем. Zirchow) — община в Германии, в земле Мекленбург-Передняя Померания, входит в район Передняя Померания-Грайфсвальд и подчиняется управлению Узедом-Зюд.
Население составляет 586 человек (на 31 декабря 2013 года). Занимает площадь 9,42 км².

## История
Первое упоминание о поселении относится к 1239 году.
С 1994 года Цирхов входил в район Восточная Передняя Померания, а в 2011 году, после проведённых реформ, перешёл в новый район Передняя Померания-Грайфсвальд.

## Галерея

Цирхов на карте района
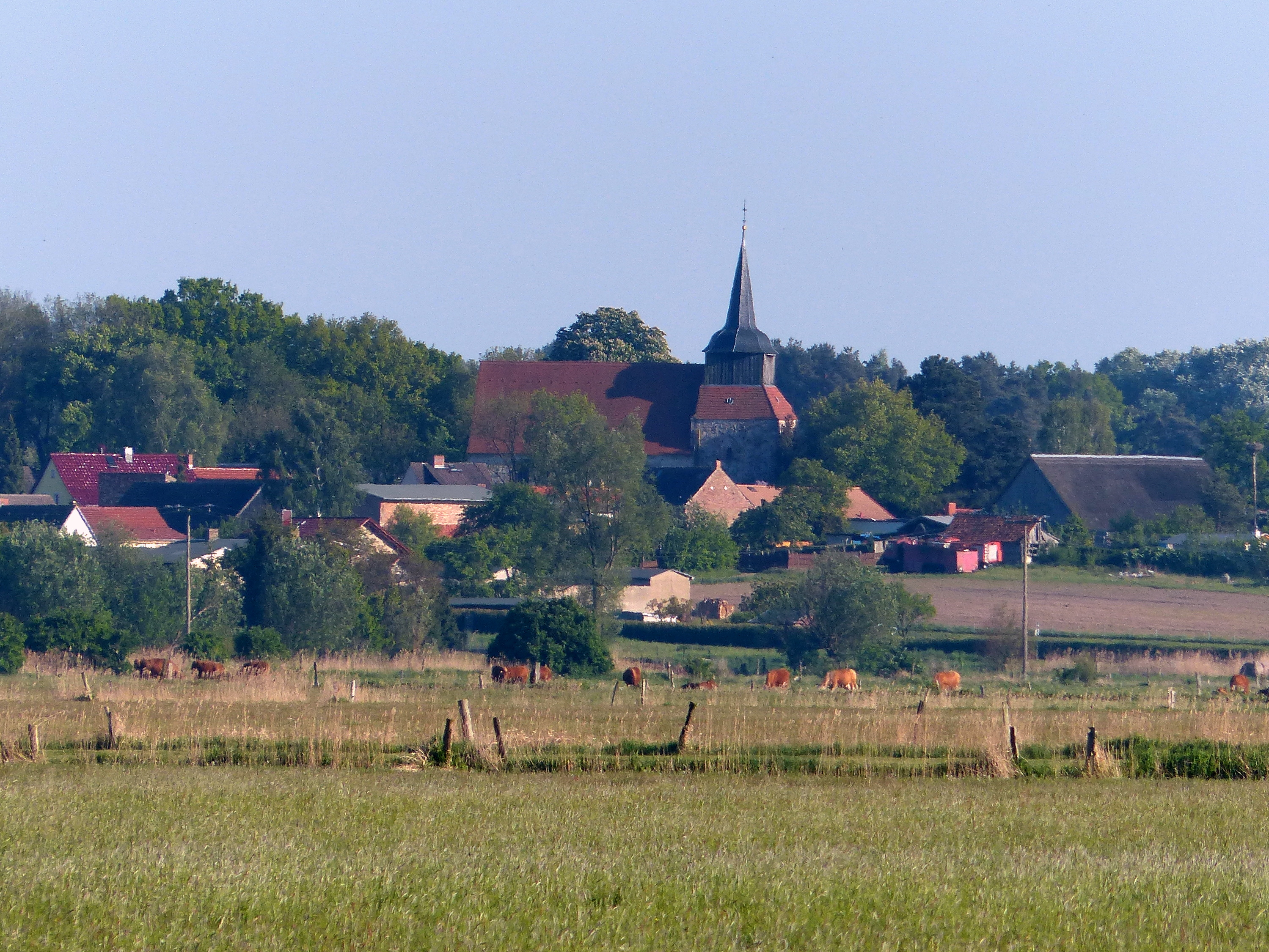
Вид на Цирхов